# Herrensitz (Kunstwerk)

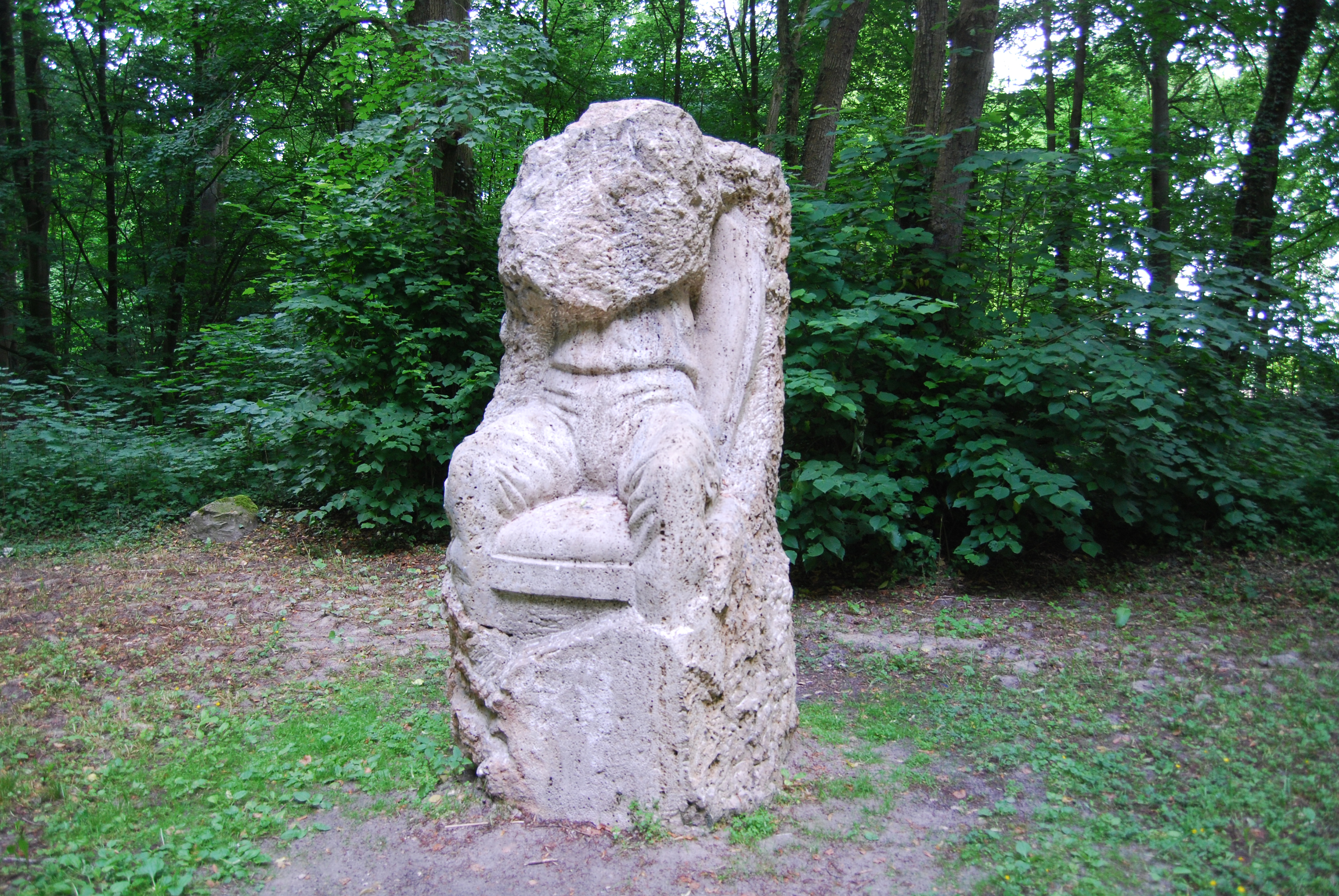
„Herrensitz“ in Westerstede von Norbert Marten

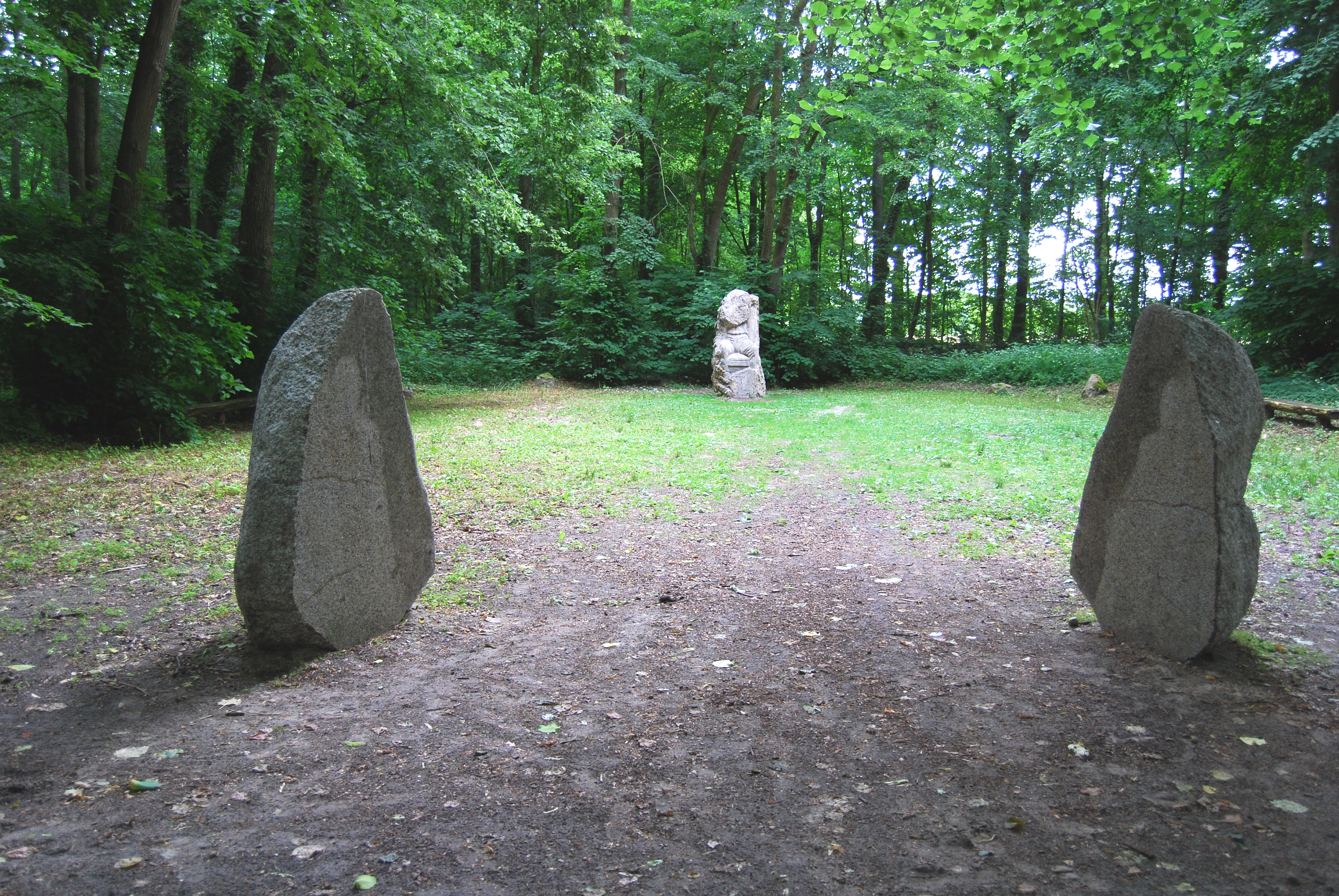
„Herrensitz mit steinernen Wächtern“ auf dem Wittenheimer Burplatz in Westerstede von Norbert Marten

Der Herrensitz mit zwei steinernen Wächtern befindet sich in Westerstede-Burgforde, Ammerland, und ist ein Kunstwerk im öffentlichen Raum, das von Norbert Marten und Christel Mandos-Feldmann konzipiert wurde. Die Ausführung erfolgte durch Norbert Marten. Eingeweiht wurde der Herrensitz im Mai des Jahres 2000 und war ein Projekt des Kunstpfades Ammerland, initiiert durch Ingeborg Posega.

## Standort
Der Herrensitz mit zwei steinernen Wächtern befindet sich innerhalb der ehemaligen Burganlage Wittenheimer Burgplatz, die im Jahre 1439 erstmals erwähnt und Ende des 18. Jahrhunderts abgetragen wurde. Fundmaterial von Ausgrabungen befindet sich im Landesmuseum für Natur und Mensch in Oldenburg.
Die Skulpturengruppe erinnert zum einen an die Geschichte der Burg als Herrensitz und Burgmannslehngut und befragt zum anderen den Umgang der damaligen Bewohner der Bauernschaften mit historischem Kulturgut.
Das Gelände steht unter Denkmalschutz.

## Konzept und Ausführung
Durch die Konzeption werden von Norbert Marten und Christel Mandos-Feldmann Teile der Geschichte des Burgplatzes beleuchtet, zeitgeistige Fehler der Geschichte befragt, in der Gegenwart korrigiert und kulturelle Werte für die Zukunft als Ort für ein „Denk mal!“ in der Natur erhalten:
- Der Burgplatz-Waldparkanlage werden sinnbildlich die entwendeten Steine der Burg wieder als „Burgmannslehngut“ zurückgebracht:

Ein ursprünglich 8 t schwerer Travertin ist von dem Bildhauer Norbert Marten in eine 2,50 m hohe Skulptur verwandelt worden. Eine männliche Figur auf einer Art Thron sitzend, residiert auf dem Platz. Allerdings sind nur Beine und Bauch erkennbar. Oberkörper und Kopf verbergen sich in einer Steinmasse. Die Beine bilden Armlehnen für all diejenigen, die dort in einer Höhe von 1,20 Platz nehmen möchten, um sich an dem „Mann“ auf dem Burgplatz gut anzulehnen. Der Blick von dort folgt der Allee, durch die man den Burgplatz erreicht, der von den Wallanlagen und den beiden Burggräben geschützt wird.
- Ein gespaltener, aufragender Findling aus der Region, teils geschliffen und teils figürlich bearbeitet, übernimmt die Funktion von Wächtern. Synonym bewachen sie kulturelle Werte, insbesondere die kulturelle Erinnerung an diesen Burgplatz als „Herrensitz“ einer vergangenen Epoche:

Burgmannslehngut und Herrensitz sind in der Burggeschichte des Platzes der Vergänglichkeit anheimgefallen; der hohe kulturelle Wert wurde in einer Region mit bäuerlichen und stark hierarchischen Strukturen nicht erkannt. Daher erschien es für dieses Kunstwerk im öffentlichen Raum, auf diesem besonderen historischen Platz wichtig, „Wächter“ als Mahner und Sicherer dieser Burgplatzanlage am „Eingang des Burgplatzes“ zu postieren. Sie verweisen auf einen respektvollen Umgang mit Kulturgütern, auch für gegenwärtiges und zukünftiges Geschehen.

## Kunst für alle
In der Kunst im öffentlichen Raum von Norbert Marten und Christel Mandos-Feldmann stellen historische Hintergründe eine gesellschaftspolitische Plattform dar, die kulturelle Erinnerung wach zu halten, die kulturelle Bildung zu forcieren, neue Kommunikationsformen durch und mit Kunst weiterzutragen.
Daher gehörte zum Konzept des Westersteder Kunstwerkes „„Herrensitz“ mit zwei steinernen Wächtern“ auch eine Präsentation der historischen Funde und ein Burgplatzfest. Die Bewohner Westerstedes waren eingeladen, erhaltene Teile der Burg zu dokumentieren und zu präsentieren. Zur Einweihung fand unter großer Beteiligung der Bürger im Mai 2000 das „Herrensitzfest“ auf dem alten Burgplatz in Westerstede-Burgforde statt.
Eine immerwährende Befragung des Burgplatzes und damit eine Hinterfragung politischer Bedingungen und kultureller Entwicklungen in und um Westerstede war angestrebtes Ziel des Konzeptes von Norbert Marten und Christel Mandos-Feldmann für den „Herrensitz“, auch für die Zukunft.